# فهرست کشورها بر پایه تولید جو
این فهرست کشورها بر پایه تولید جو، در سال ۲۰۰۸ بر اساس گزارش فائو (به انگلیسی: FAO) اعلام شده‌است.

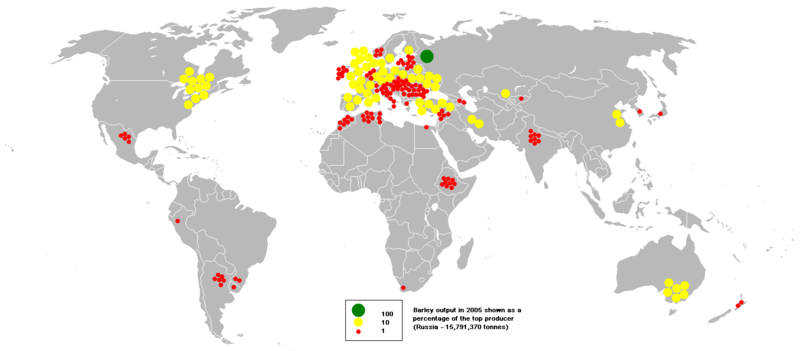
تولید جو در سال ۲۰۰۵ در جهان. نقطه‌ها در پایتخت کشورها متمرکز است و عمدتاً این نقشه کار توزیع داخلی از تولید جو در آن کشور را منعکس نمی‌کند.

| رتبه | کشور                | تولید جو (تن) |
| ---- | ------------------- | ------------- |
| ۱    | روسیه               | ۲۳٬۱۴۸٬۴۵۰    |
| ۲    | اوکراین             | ۱۲٬۶۱۱٬۵۰۰    |
| ۳    | فرانسه              | ۱۲٬۱۷۱٬۳۰۰    |
| ۴    | آلمان               | ۱۱٬۹۶۷٬۱۰۰    |
| ۵    | کانادا              | ۱۱٬۷۸۱٬۴۰۰    |
| ۶    | اسپانیا             | ۱۱٬۲۶۱٬۱۰۰    |
| ۷    | استرالیا            | ۶٬۸۲۰٬۰۰۰     |
| ۸    | بریتانیا            | ۶٬۱۴۴٬۰۰۰     |
| ۹    | ترکیه               | ۵٬۹۲۳٬۰۰۰     |
| ۱۰   | ایالات متحده آمریکا | ۵٬۲۱۴٬۳۹۴     |
| ۱۱   | لهستان              | ۳٬۶۱۹٬۴۶۰     |
| ۱۲   | چین                 | ۳٬۵۵۰٬۰۰۰     |
| ۱۳   | دانمارک             | ۳٬۳۹۶٬۰۰۰     |
| ۱۴   | ایران               | ۳٬۰۰۰٬۰۰۰     |
| ۱۵   | جمهوری چک           | ۲٬۲۴۳٬۸۶۵     |
| ۱۶   | بلاروس              | ۲٬۲۱۲٬۴۸۰     |
| ۱۷   | فنلاند              | ۲٬۱۲۸٬۶۰۰     |
| ۱۸   | قزاقستان            | ۲٬۰۵۸٬۵۵۰     |
| ۱۹   | سوئد                | ۱٬۸۰۱٬۰۰۰     |
| ۲۰   | آرژانتین            | ۱٬۶۹۰٬۰۸۵     |
| ۲۱   | مجارستان            | ۱٬۴۷۸٬۲۰۰     |
| ۲۲   | مراکش               | ۱٬۳۵۳٬۲۴۰     |
| ۲۳   | اتیوپی              | ۱٬۳۵۲٬۱۴۸     |
| ۲۴   | جمهوری ایرلند       | ۱٬۲۴۹٬۷۰۰     |
| ۲۵   | ایتالیا             | ۱٬۲۳۶٬۶۹۷     |
| ۲۶   | رومانی              | ۱٬۲۰۹٬۴۱۰     |
| ۲۷   | الجزایر             | ۱٬۲۰۰٬۰۰۰     |
| ۲۸   | هند                 | ۱٬۱۹۶٬۱۰۰     |